# Campasola
Campasola es una entidad de población española de la parroquia de Pravia, perteneciente al municipio del mismo nombre, en la comunidad autónoma de Asturias.

## Historia
Hacia mediados del siglo XIX, el lugar era ya referido como perteneciente a la parroquia de Pravia del municipio del mismo nombre. En 2023, la entidad singular de población de Campasola tenía empadronados 5 habitantes, todos ellos diseminados.